# Marie Antoinette Dassi
Pour les articles homonymes, voir Dassi (homonymie).
Marie Antoinette Dassi est une para-taekwondoïste camerounaise née le 2 août 1996 à Batié. Elle est championne d'Afrique de para-taekwendo en février 2022 au Niger et le porte-drapeau du Cameroun aux Jeux paralympiques d'été de 2024. 

## Biographie

### Handicap du bras gauche
Elle voit le jour le 2 août 1996 dans la commune de Batié, région de l'Ouest au Cameroun. Elle est la huitième d'une fratrie de neuf enfants. Un handicap du bras gauche lui est diagnostiqué à la naissance.

### Formation académique
Elle obtient le Baccalauréat D en 2019 et se forme en sciences économiques et de gestion à l'Université de Yaoundé 2 à Soa. Elle a élu domicile au quartier Ngousso à Yaoundé.

### Entrepreneuriat
Avec le concours de J2D-Afrique, elle reçoit une formation aux techniques entrepreneuriales dans le cadre du Projet d’autonomisation des personnes en situation de handicap à travers une agriculture urbaine consommatrice des déchets plastiques. Elle s'initie et se professionnalise dans la pratique de l'agriculture hors-sol dans des bouteilles en plastique sur un espace d'environ 80m² afin de fournir des légumes frais à ses clients,. 

## Carrière sportive

### Championne d'Afrique de para-taekwendo
Handicapée moteur du bras gauche depuis sa naissance, Marie Antoinette Dassi devient championne d'Afrique de para-taekwendo K44 dans la catégorie des moins de 65kg à Niamey au Niger en février 2022. En finale, elle surpasse la kényane Lena Muthoni Gitonga et obtient la médaille d'or,. 

### Porte-drapeau paralympique
Son pays le Cameroun compte parmi les 91 nations prenant part aux Jeux paralympiques d'été de 2024 à Paris. Elle fait partie des cinq para-athlètes sélectionnés pour défendre les couleurs du Cameroun aux Jeux paralympiques. Avec les membres de la délégation camerounaise, elle s'entraîne avant les Jeux à Poitiers en France. C'est à elle que revient l'honneur d'être porte-drapeau national vu son statut de championne d'Afrique. Au sein de l'équipe paralympique camerounaise, elle est l'une des deux pratiquantes de para-taekwendo aux côtés de Guileine Chemogne Teukam,. Elles ont remporté chacune une médaille d'or lors du Tournoi africain de qualification aux Jeux paralympiques de Paris 2024 à Dakar au Sénégal,.  
Marie Antoinette Dassi remporte son combat en huitième de finale contre la russe Elena Savinskaya. Ensuite elle rencontre le succès à nouveau en quart de finale face à la turque Secil Er. En demi-finale, elle connaît l'échec face à la brésilienne Ana Carolina Silva de Moura, future championne olympique. Sa confrontation pour la médaille de bronze tourne à l'avantage de la danoise Lisa Kjaer Gjessing. Elle obtient finalement la quatrième place lors de ces Jeux paralympiques.

## Palmarès
| Année | Compétition                                              | Lieu   | Rang |
| ----- | -------------------------------------------------------- | ------ | ---- |
| 2022  | Championnats d'Afrique de Para-taekwondo                 | Niamey | 1re  |
| 2024  | Tournoi africain de qualification aux Jeux paralympiques | Dakar  | 1re  |
| 2024  | Jeux paralympiques d'été de 2024                         | Paris  | 4e   |